# Карр, Фрэнсис, графиня Сомерсет
Фрэнсис Карр, графиня Сомерсет  (урожденная Фрэнсис Говард ) (англ. Frances Carr, Countess of Somerset; 31 мая 1590 — 23 августа 1632) — английская дворянка, которая была центральной фигурой в знаменитом скандале и убийстве во время правления короля Якова I. Она была признана виновной, но избежала казни, и в конце концов была помилована королем и освобождена из Лондонского Тауэра в начале 1622 года.

## Семья
Родилась 31 мая 1590 года. Третья дочь лорда Томаса Говарда (впоследствии 1-го графа Саффолка) (1561—1626) и его жены Кэтрин Найвет (1564—1638). Отец Фрэнсис был вторым сыном Томаса Говарда, 4-го герцога Норфолка, богатого и влиятельного дворянина конца 16-го — начала 17-го веков, и Маргарет Одли, герцогини Норфолк. Дедушкой и бабушкой Фрэнсис по материнской линии были сэр Генри Найвет из Чарльтона, Уилтшир, и Элизабет Стамп.

## Неудачный брак
5 января 1605 года 14-летняя леди Фрэнсис Говард была выдана замуж за 13-летнего Роберта Деверё, 3-го графа Эссекса (1591—1646). Брак был в первую очередь политическим союзом. Молодые были разлучены после свадьбы, чтобы предотвратить половые сношения, с целью избежать преждевременного секса и беременности. Граф Эссекс отправился в европейское турне (с 1607 по 1609 год), и когда он вернулся, Фрэнсис приложила все усилия, чтобы избежать близости с ним. В то время он был серьёзно болен оспой. Фрэнсис была при королевском дворе и 5 июня 1610 года танцевала в роли «Нимфы Ли», представляющей реку Ли на фестивале Tethys' Festival. Она также влюбилась в Роберта Карра, 1-го графа Сомерсета (1587—1645). Когда она, наконец, сделала шаг к аннулированию брака, не имея возможности юридически представлять себя, её отец и её дядя, Генри Говард, граф Нортгемптон, представляли её интересы и составили клевету. Ситуация быстро привлекла внимание общественности, и за ней широко наблюдали люди с «похотливыми умами». Она утверждала, что делала все возможное, чтобы быть сексуально привлекательной для своего мужа, и что, не по своей вине, она все ещё была девственницей. Её осмотрели десять матрон и две акушерки, которые обнаружили, что её девственная плева цела. В то время широко ходили слухи, что дочь сэра Томаса Монсона была заменой, что возможно, потому что она попросила, чтобы её закрыли во время экзамена «ради скромности».
В свою очередь, её муж Роберт Деверё, граф Эссекс, утверждал, что он способен общаться с другими женщинами, но не смог закрепить свой брак. По словам друга, однажды утром (во время беседы с группой товарищей-мужчин) он встал и поднял свою ночную рубашку, чтобы показать им свою эрекцию, что доказывает, по крайней мере, что он был физически способен к возбуждению. Когда его спросили, почему именно она стала причиной его неудач, он заявил, что «она оскорбляла его и неправильно называла его, называя коровой, трусом и зверем».
Идея сатанинской причастности была серьёзно рассмотрена судьями, и в какой-то момент было предложено, чтобы Эссекс поехал в Польшу, чтобы посмотреть, может ли он быть «невосприимчивым». Отмена решения томилась и, возможно, не была бы предоставлена, если бы не вмешательство короля (граф Сомерсет был фаворитом короля Якова). Яков I Стюарт, английский король, признал их брак недействительным 25 сентября 1613 года. Фрэнсис вышла замуж за Роберта Карра, графа Сомерсета, 26 декабря 1613 года.

## Заговор
Сэр Томас Овербери, близкий друг и советник графа Сомерсета, пытался посоветовать Сомерсету не жениться на Фрэнсис Говард, но семья Говардов и их союзники были могущественны. Фракция Говарда убедила короля предложить Овербери пост посла в России, зная, что он откажется, чтобы остаться в Англии рядом с Сомерсетом. Когда он сделал это, король расценил это как оскорбление и заключил Овербери в тюрьму в Лондонском Тауэре, где он и умер. Расторжение брака Фрэнсис и графа Эссекса произошло через одиннадцать дней после смерти Овербери, в сентябре 1613 года, а её брак с Робертом Карром состоялся в ноябре следующего года.
18 месяцев спустя, летом 1615 года, помощник йоркширского аптекаря на смертном одре признался, что графиня Эссексс заплатила ему 20 фунтов стерлингов за то, что он снабдил её ядами для убийства Овербери . Государственный секретарь короля Якова I, сэр Ральф Уинвуд, довел до сведения короля обвинения в сентябре, а король, в свою очередь, призвал свой Тайный совет расследовать этот вопрос. Последующее расследование и суд показали, что Фрэнсис тайно отравляла Томаса Овербери в течение некоторого времени перед его смертью, контрабандой пронося в его камеру желе и пироги, зараженные белым мышьяком и другими токсичными соединениями . Лейтенант Тауэра Джервейс Хелвис признался, что получил признание от смотрителя Овербери Ричарда Уэстона, что графиня Эссекс подкупила его, чтобы тот ввел яд. В какой-то момент Хелвис перехватил испорченные сладости и с тех пор принял меры предосторожности, приготовив еду Овербери на своей частной кухне, позаботившись о том, чтобы перехватить любую другую еду, прежде чем она сможет достичь Овербери . Однако из страха перед политическим влиянием графини Эссекс и из-за того, что его собственным покровителем был дядя Фрэнсис Генри Говард, 1-й граф Нортгемптон, он не предпринял никаких действий против неё. В конце концов Фрэнсис удалось отравить Томаса Овербери с помощью контрабандной клизмы с добавлением хлорида ртути.
Фрэнсис и её муж Роберт Карр были арестованы за убийство в середине октября 1615 года. Суд показал, что Фрэнсис поставила отравленную клизму Ричарду Уэстону через посредника, служанку Фрэнсис и её спутницу, миссис Энн Тёрнер. Хелвис предстал перед судом как соучастник, а его покровитель при дворе сэр Томас Монсон был арестован и заключен в тюрьму за участие. В период с середины октября по декабрь 1615 года Хелвис, Тернер, Уэстон и аптекарь Джеймс Франклин были признаны виновными в соучастии в убийстве и повешены. Суд над сэром Томасом Монсоном дважды откладывался, в ноябре и декабре 1615 года, прежде чем судебное преследование было окончательно прекращено.
Фрэнсис Сомерсет признала свою причастность к преступлению; однако её муж настаивал на своей невиновности. В 1616 году Фрэнсис была признана виновной в убийстве, в то время как её муж был признан виновным в пособничестве после этого преступления, когда было доказано, что он сжег компрометирующие документы и давал взятки, чтобы скрыть причастность своей жены. Пара была первоначально приговорена к смертной казни, но позже пожизненно заключена в Лондонский Тауэр по приказу короля Якова I. Они получили помилование от короля в январе 1622 года и впоследствии были освобождены из тюрьмы. Она умерла 10 лет спустя в возрасте 42 лет.
У лорда и леди Сомерсет была одна дочь Энн, родившаяся в то время, когда Фрэнсис находилась под домашним арестом, прежде чем её поместили в тюрьму в Лондонском Тауэре. За ней ухаживала сестра Фрэнсис, Элизабет Говард, леди Ноллис. Энн вышла замуж за Уильяма Рассела, 1-го герцога Бедфорда (1616—1700). Через её леди Сомерсет была десять раз прабабушкой актрисы Селии Имри.
Фрэнсис похоронили в семейном доме в Одли-Энде, Эссекс.